# حسرت کایکچی
حسرت کایکچی (زادهٔ ۶ نوامبر ۱۹۹۱) یک فوتبالیست زن آلمانی با اصلیت ترک است. وی در حال حاضر به عنوان مهاجم برای باشگاه فرایبورگ و تیم ملی فوتبال زنان آلمان بازی می‌کند.

## پیشه

### باشگاهی
حسرت کایکچی در منطقهٔ روهرباخ شهر هایدلبرگ آلمان بزرگ شد و کار خود را از تیم تی اس جی روهرباخ آغاز کرد.پس از یک سال حضور در لیگ فدراسیون (با ۳۰ گل زده) وی در ۱۶ سالگی و در تابستان ۲۰۰۸ به تیم اف سی آر ۲۰۰۱ دویسبورگ که در بوندس‌لیگا حضور داشت پیوست و اولین بازی خود را در تاریخ ۷ سپتامبر ۲۰۰۸ مقابل تیم هرفردر اس وی انجام داد.یک هفته پس از آن تیم وی موفق شد در یک بازی خارج از خانه با نتیجه ۳-۴ تیم هامبورگ را شکست دهد.کایکچی توانست در این دیدار اولین گل خود را در بوندس لیگا به ثمر برساند.در مه سال ۲۰۱۱ وی به تیم فرایبورگ پیوست.در آوریل ۲۰۱۲ او به دلیل آسیب جدیدی در رباط متقاطع خود بر زمین افتاد که در ابتدا این مصدومیت مشخص نشده بود.پس از یک دوره استراحت طولانی کایکچی در ۲۴ فوریهٔ ۲۰۱۳ توانست دوباره اولین بازی خود را در فصل ۲۰۱۳-۲۰۱۲ بوندسلیگا و پس از مصدومیتش انجام دهد و یک گل نیز بزند.پس از این بازی او دوباره به دلیل یک مصدومیت در زانو بر زمین افتاد.او میتواند در فصل ۲۰۱۴-۲۰۱۳ بوندسلیگا بازی کند.پس از یک وقفهٔ طولانی و بازپروری او بازگشت خود به بوندسلیگا را در ابتدای فصل ۲۰۱۵-۲۰۱۴ و در تاریخ ۳۰ اوت ۲۰۱۴ جشن گرفت.

### ملی
کایکچی عضو تیم زیر ۱۷ سال زنان آلمان در جام جهانی زیر ۱۷ سال زنان در نیوزیلند بود.وی همچنین بخشی از تیم ملی زیر ۱۹ سال زنان آلمان برای بازی های لیگ قهرمانان زیر ۱۹ سال زنان اروپا در کشور مقدونیه بود.

## افتخارات

### باشگاهی
اف سی آر ۲۰۰۱ دویسبورگ
- لیگ قهرمانان اروپای زنان: قهرمان فصل ۲۰۰۹-۲۰۰۸
- جام حذفی آلمان: قهرمان فصلهای ۲۰۰۹-۲۰۰۸ ، ۲۰۱۰-۲۰۰۹